# Zeithain
Zeithain es un municipio situado en el distrito de Meißen, en el estado federado de Sajonia (Alemania), a una altitud de 100 metros. Su población a finales de 2016 era de unos 5700 habs. y su densidad poblacional, 70 hab/km².